# Деваль Патрік
Деваль Лордін Патрік (англ. Deval Laurdine Patrick; нар. 31 липня 1956, Чикаго, Іллінойс) — американський політик, 71-й губернатор штату Массачусетс (з 4 січня 2007 по 8 січня 2015). Представник Демократичної партії. Під час президентства Білла Клінтона був помічником Генерального прокурора США. Перший афроамериканець на посаді губернатора Массачусетса.